# Dave Brubeck
David Warren Brubeck (Concord, Kalifornija, 6. prosinca 1920. – Norwalk, Connecticut, 5. prosinca 2012.) američki je jazz glazbenik.
Kao školovani glazbenik, upustio se u jazz vode u drugoj polovici 1940-ih godina, te je 1949. godine s triom, u kojemu su uz njega kao pijanista bili još perkusionist Cal Tjader i basist Ron Crotty, izdao prvu ploču koja se pokazala vrlo uspješnom: ubrzo su se njegove ploče prodavale u približno 50.000 primjeraka svakog kvartala, uz visoku zaradu. 1954. godine postao je drugi jazz glazbenik koji je dospio na naslovnicu slavnog magazina "Time".
S vremenom je sve više pisao glazbu za televiziju, a nakon 1978. godine ne nastupa više mnogo.
Autor je većeg broja vrlo zapaženih jazz standarda, među kojima je najpopularniji "Take Five" iz 1959. godine.

## Životopis
David Brubeck rođen je u Concordu kod San Francisca u Kaliforniji, od oca Petea, koji je imao govedarski ranč, i majke Elizabeth, školovane klasične pijanistice koja je davala poduke iz klavira. Kako bi nastavio posao na obiteljskom ranču (njegova starija braća Howard i Henry već su se bavila glazbom), započeo je studij veterinarstva na College of the Pacific u Stocktonu, Kaliforniji da bi ubrzo prešao na studij glazbe na istom visokom učilištu. 1942. godine obranio je bakalaureat, te je odmah unovačen u američku vojsku. Služio je na europskom ratištu, gdje je svirao klavir i predvodio vojnički glazbeni sastav. Razvojačen je nakon četiri godine vojne službe, i nastavio studij kompozicije na Mills Collegeu u Oaklandu.
Već 1942. godine Brubeck se ženi za Iolu Whitlock (1924. – 2014.), te s njom ostaje u braku do svoje smrti 2012. godine. 
Nakon studija u San Franciscu počinje nastupati kao dio jazz okteta i potom trija, te 1949. godine izdaje prve ploče s kojima postiže značajan uspjeh, prodajući 40 do 50 tisuća ploča svakog kvartala (u to su se vrijeme mahom prodavale "singlice", ploče s jednom do dvije pjesme).
1951. godine doživljava ozbiljnu ozljedu vratne kralježnice na surfanju, te se oporavlja tek nekoliko mjeseci kasnije, a više su ga godina pratili bolovi od te teške ozljede. Bolovanje nije znatno omelo njegovu karijeru, u kojoj je postigao status slavnog jazz kompozitora i pijanista, te zapaženog autora glazbe za film i TV. Sa svojom slavom nosio se na ponizan način, kao da mu pažnja javnosti donekle smeta.
1980. godine prešao je na katoličanstvo, uz stanovitu pažnju javnosti.
Imao je šestero djece, od kojih je četvero postalo profesionalnim glazbenicima. Najstariji Darius (r. 1947.) je pijanist i producent, Dan je perkusionist, Chris je kompozitor i multiinstrumentalist. Najmlađi sin Matthew (r. 1961.) je čelist i kompozitor.

## Vanjske poveznice
- Brubeck Music, stranica o glazbenoj obitelji Brubeck